# Ulriksbergstjärnen
Ulriksbergstjärnen är en sjö i Hagfors kommun i Värmland och ingår i Göta älvs huvudavrinningsområde. Sjön är 6 meter djup, har en yta på 0,697 kvadratkilometer och befinner sig 203,1 meter över havet. Sjön avvattnas av vattendraget Tranebergsälven.

## Delavrinningsområde
Ulriksbergstjärnen ingår i det delavrinningsområde (665726-139211) som SMHI kallar för Utloppet av Deglunden. Medelhöjden är 265 meter över havet och ytan är 9,92 kvadratkilometer. Räknas de 3 avrinningsområdena uppströms in blir den ackumulerade arean 80,33 kvadratkilometer. Tranebergsälven som avvattnar avrinningsområdet har biflödesordning 3, vilket innebär att vattnet flödar genom totalt 3 vattendrag innan det når havet efter 372 kilometer. Avrinningsområdet består mestadels av skog (76 procent). Avrinningsområdet har 0,73 kvadratkilometer vattenytor vilket ger det en sjöprocent på 7,3 procent.